# Frangiskos Alwertis
Frangiskos Alwertis (grec. Φραγκίσκος Αλβέρτης; ur. 11 czerwca 1974 w Atenach) – grecki koszykarz i olimpijczyk.
3 lutego 2008 roku został wybrany do 50. najlepszych koszykarzy europejskiej koszykówki na przestrzeni ostatniej połowy XX wieku. Wyboru dokonała Europejska Komisja Ekspertów Koszykówki.
Jest jednym z najbardziej utytułowanych graczy w Europie. Kiedy w 2007 roku wraz z Panathinaikosem Ateny wygrał rozgrywki Euroligi, Alwertis stał się rekordzistą tych rozgrywek pod względem w ilości gier w Final Four – w sumie, podczas już 19-letniej przygody z koszykówką, udało mu się to osiem razy.

## Kariera juniorska
- 1986–1990: BC Glyfada

## Kariera zawodnicza
- 1990 – obecnie: Panathinaikos Ateny

## Osiągnięcia
Drużynowe
- Mistrz:
  - Euroligi (1996, 2000, 2002, 2007, 2009)
  - Grecji (1998–2002, 2004–2009)
- Zdobywca Pucharu:
  - Grecji (1993, 1996, 2003 i 2005-2009)
  - Pucharu Interkontynentalnego FIBA (1996)

Indywidualne
- MVP:
  - turnieju Akropolu (2000)
  - play-off ligi greckiej (2003)
  - Pucharu Grecji w 2003 roku
  - meczu gwiazd ligi greckiej (2001)
- 3-krotny zwycięzca konkursu rzutów za 3 punkty podczas meczu gwiazd ligi greckiej (1996 I, 1996 II, 1997)
- 12-krotny uczestnik meczu gwiazd ligi greckiej

## Reprezentacja
W reprezentacji Grecji grał już jako 18-latek, grając na Mistrzostwach Europy i Świata oraz na Igrzyskach Olimpijskich. Karierę reprezentacyjną zakończył w 2004 roku. Wystąpił 155 razy, średnio rzucając 10,35 pkt na mecz.
- 2-krotne 4. miejsce na EuroBaskecie w 1995 i 1997 roku
- 4. miejsce na Mistrzostwach Świata w 1998 roku
- 2-krotne 4. miejsce na igrzyskach olimpijskich w Atlancie w 1996 i Atenach w 2004 roku